# Rotax
BRP-Rotax GmbH & Co KG - Rotax je avstrijski proizvajalec 4-taktnih in 2-taktnih bencinskih letalskih motorjev. Rotax motorji poganjajajo številna lahka, ultralahka letala in druge zrakoplove, se pa uporabljajo tudi na plovilih in cestnih vozilih. 
Podjetje je bilo ustanovljeno kot ROTAX-WERK AG v Dresdnu leta 1920. Leta 1943 so se preselili v Wels, Avstrija, leta 1947 pa v današnji Gunskirchen. Trenutno je Rotax v lasti kanadskega Bombardier Recreational Products.

## Motorji
Trenutni modeli:
- Rotax 912, 4-taktni
- Rotax 914, 4-taktni
- Rotax 582, 2-taktni

Modeli v preteklosti:
- Rotax 277, 2-taktni
- Rotax 377, 2-taktni
- Rotax 447, 2-taktni
- Rotax 503, 2-taktni
- Rotax 532, 2-taktni
- Rotax 618, 2-taktni